# Assassinato de Mateus Bernardo Valim
O assassinato de Mateus Bernardo Valim de Oliveira, de 10 anos de idade, ocorreu em dezembro de 2024 no município de Assis, interior de São Paulo. Ele foi assassinado e esquartejado por um vizinho da família, Luis Fernando Silla de Almeida, de 46 anos de idade, que confessou o crime após sua prisão.

## Crime
Mateus Bernardo Valim de Oliveira desapareceu em 11 de dezembro de 2024, após sair de casa na Rua André Perini para andar de bicicleta. Imagens de câmeras de segurança capturaram seus últimos momentos com vida. Sua ausência mobilizou familiares, vizinhos e as autoridades locais em buscas intensas. O corpo desmembrado de Mateus foi encontrado em 17 de dezembro às margens de um rio em uma mata próxima de onde residia. As roupas da vítima foram identificadas por familiares no local.

## Investigação e prisão
Luis Fernando Silla de Almeida, amigo próximo da família e frequentador da residência de Mateus, confessou ter cometido o crime. Em depoimento, relatou que encontrou o menino na região do rio e, após um desentendimento, o atacou com uma pedra, causando sua morte. Ele então foi até sua casa buscar uma serra para desmembrar o corpo, com o objetivo de dificultar sua identificação.
O delegado Tiago Bergamo Martins, responsável pelo caso, descreveu o suspeito como um “cavalo de Troia” devido à confiança que a família depositava nele. Segundo a investigação, o crime não foi premeditado, embora as intenções de Luis ao encontrar Mateus ainda estejam sob apuração.
Luis foi inicialmente ouvido pela polícia e apresentou versões contraditórias antes de confessar o crime. Ele foi submetido a exame de corpo de delito e teve sua prisão temporária decretada pela Justiça. O suspeito foi encaminhado à Cadeia Pública de Presidente Venceslau, onde permanece à disposição da Justiça.

## Repercussão
O assassinato de Mateus gerou comoção em Assis e em todo o país. Nas redes sociais, moradores e internautas expressaram tristeza e indignação, referindo-se ao menino como um "anjinho". Também houve cobranças por uma investigação rigorosa e justiça para o caso. A proximidade do crime com as festas de fim de ano intensificou o impacto emocional para a família e a comunidade. Além disso, o caso reacendeu debates sobre segurança pública e proteção infantil, destacando a necessidade de maior vigilância contra crimes que vitimizam crianças.